# Морінгуєві
Морінгуєві (Moringuidae) — родина переважно морських риб ряду вугроподібних. Ці риби відомі також як вугри-спагеті (англ. Spaghetti eels) або вугри-черв'яки (англ. Worm eels).
Зустрічаються в тропічній зоні Індо-Тихоокеанського регіону та західної Атлантики. Зрідка трапляються в прісній воді. Постійно риються в ґрунті, при цьому закопуються головою вперед.
Багато характерних ознак будови цих риб пов'язано з їхнім способом життя. Тіло сильно витягнуте, ниткоподібне, циліндричної форми. Зяброві отвори розташовані низько на тілі. Очі маленькі, покриті шкірою. Задня ніздря знаходиться перед оком, розташування сенсорних пор на голові обмежується нижньою щелепою. Луски відсутні. Хребців 98-180. Грудні плавці маленькі й дуже слабкі. Спинний та анальний плавці редуковані до низьких складок у задній частині тіла, об'єднані з хвостовим плавцем.
Родина включає 2 роди, 15 видів:
- Рід Moringua  Gray, 1831
  - Moringua abbreviata  (Bleeker, 1863)
  - Moringua bicolor  Kaup, 1856
  - Moringua edwardsi  (Jordan & Bollman, 1889)
  - Moringua ferruginea  Bliss, 1883
  - Moringua guthriana  (McClelland, 1844)
  - Moringua hawaiiensis  Snyder, 1904
  - Moringua javanica  (Kaup, 1856)
  - Moringua macrocephalus  (Bleeker, 1863)
  - Moringua macrochir  Bleeker, 1853
  - Moringua microchir  Bleeker, 1853
  - Moringua penni  Schultz, 1953
  - Moringua raitaborua  (Hamilton, 1822)
- Рід Neoconger  Girard, 1858
  - Neoconger mucronatus  Girard, 1858
  - Neoconger tuberculatus  (Castle, 1965)
  - Neoconger vermiformis  Gilbert, 1890